# Сан-Бернардино-Вербано
Сан-Бернардино-Вербано (итал. San Bernardino Verbano) — коммуна в Италии, располагается в регионе Пьемонт, в провинции Вербано-Кузьо-Оссола.
Население составляет 1322 человека (2008 г.), плотность населения составляет 51 чел./км². Занимает площадь 26 км². Почтовый индекс — 28059. Телефонный код — 0323.
Покровителями коммуны почитаются святой Виктор, святой Антоний Великий, празднование 17 января, и святой Гауденций из Новары (Ровегро).

## Демография
Динамика населения:

## Администрация коммуны
- Официальный сайт: https://web.archive.org/web/20100130065704/http://www.comunesbv.it/